# Équipe des Pays-Bas de football à la Coupe du monde 2022
Cet article relate le parcours de l'équipe des Pays-Bas de football lors de la Coupe du monde organisée au Qatar du 20 novembre au 18 décembre 2022.

## Qualifications
| Rang | Équipe     | Pts | J  | G | N | P  | Bp | Bc | Diff |  | Résultats (▼ dom., ► ext.) |     |     |     |     |     |     |
| ---- | ---------- | --- | -- | - | - | -- | -- | -- | ---- |  | -------------------------- | --- | --- | --- | --- | --- | --- |
| 1    | Pays-Bas   | 23  | 10 | 7 | 2 | 1  | 33 | 8  | +25  |  | Pays-Bas                   |     | 6-1 | 2-0 | 4-0 | 2-0 | 6-0 |
| 2    | Turquie    | 21  | 10 | 6 | 3 | 1  | 27 | 16 | +11  |  | Turquie                    | 4-2 |     | 1-1 | 2-2 | 3-3 | 6-0 |
| 3    | Norvège    | 18  | 10 | 5 | 3 | 2  | 15 | 8  | +7   |  | Norvège                    | 1-1 | 0-3 |     | 2-0 | 0-0 | 5-1 |
| 4    | Monténégro | 12  | 10 | 3 | 3 | 4  | 14 | 15 | -1   |  | Monténégro                 | 2-2 | 1-2 | 0-1 |     | 0-0 | 4-1 |
| 5    | Lettonie   | 9   | 10 | 2 | 3 | 5  | 11 | 14 | -3   |  | Lettonie                   | 0-1 | 1-2 | 0-2 | 1-2 |     | 3-1 |
| 6    | Gibraltar  | 0   | 10 | 0 | 0 | 10 | 4  | 43 | -39  |  | Gibraltar                  | 0-7 | 0-3 | 0-3 | 0-3 | 1-3 |     |

| 1er match                  | Turquie                                                        | 4 - 2                         | Pays-Bas                      |                                                                                          |                                                                                          |
| 24 mars 2021 20h00 (UTC+3) | Yılmaz 15e 34e (pen.) 81e · Çalhanoğlu 46e                     | (2 - 0)                       | 75e Klaassen · 76e L. de Jong | Stade olympique Atatürk, Istanbul Spectateurs : 0 (huis-clos) Arbitrage : Michael Oliver | Stade olympique Atatürk, Istanbul Spectateurs : 0 (huis-clos) Arbitrage : Michael Oliver |
| 24 mars 2021 20h00 (UTC+3) | Karaman 32e · Tufan 36e · Yılmaz 52e · Meraş 72e · Kabak 90+4e | Rapport (FIFA) Rapport (UEFA) | 50e Wijnaldum                 | Stade olympique Atatürk, Istanbul Spectateurs : 0 (huis-clos) Arbitrage : Michael Oliver | Stade olympique Atatürk, Istanbul Spectateurs : 0 (huis-clos) Arbitrage : Michael Oliver |

| 2e match                   | Pays-Bas                      | 2 - 0                         | Lettonie                        |                                                                                   |                                                                                   |
| 27 mars 2021 18h00 (UTC+1) | Berghuis 32e · L. de Jong 69e | (1 - 0)                       |                                 | Johan Cruijff ArenA, Amsterdam Spectateurs : 5 000 Arbitrage : Stéphanie Frappart | Johan Cruijff ArenA, Amsterdam Spectateurs : 5 000 Arbitrage : Stéphanie Frappart |
| 27 mars 2021 18h00 (UTC+1) | L. de Jong 52e · Blind 87e    | Rapport (FIFA) Rapport (UEFA) | 34e J. Ikaunieks · 52e Kārkliņš | Johan Cruijff ArenA, Amsterdam Spectateurs : 5 000 Arbitrage : Stéphanie Frappart | Johan Cruijff ArenA, Amsterdam Spectateurs : 5 000 Arbitrage : Stéphanie Frappart |

| 3e match                   | Gibraltar                 | 0 - 7                         | Pays-Bas                                                                                 |                                                                         |                                                                         |
| 30 mars 2021 20h45 (UTC+1) |                           | (0 - 1)                       | 42e Berghuis · 55e de Jong · 61e 88e Depay · 62e Wijnaldum · 64e Malen · 85e van de Beek | Victoria Stadium, Gibraltar Spectateurs : 335 Arbitrage : João Pinheiro | Victoria Stadium, Gibraltar Spectateurs : 335 Arbitrage : João Pinheiro |
| 30 mars 2021 20h45 (UTC+1) | Ronan 31e · De Barr 90+3e | Rapport (FIFA) Rapport (UEFA) | 38e Klaassen · 90+3e Gravenberch                                                         | Victoria Stadium, Gibraltar Spectateurs : 335 Arbitrage : João Pinheiro | Victoria Stadium, Gibraltar Spectateurs : 335 Arbitrage : João Pinheiro |

| 4e match                         | Norvège                                      | 1 - 1                         | Pays-Bas                |                                                                                                   |                                                                                                   |
| 1er septembre 2021 20h45 (UTC+1) | Haaland 20e                                  | (1 - 1)                       | 37e Klaassen            | Ullevaal Stadion, Oslo Spectateurs : 6 711 Arbitrage : Szymon Marciniak Arbitre vidéo : Paweł Gil | Ullevaal Stadion, Oslo Spectateurs : 6 711 Arbitrage : Szymon Marciniak Arbitre vidéo : Paweł Gil |
| 1er septembre 2021 20h45 (UTC+1) | Elyounoussi 25e · Thorsby 43e · Ødegaard 61e | Rapport (FIFA) Rapport (UEFA) | 18e Blind · 90+3e Malen | Ullevaal Stadion, Oslo Spectateurs : 6 711 Arbitrage : Szymon Marciniak Arbitre vidéo : Paweł Gil | Ullevaal Stadion, Oslo Spectateurs : 6 711 Arbitrage : Szymon Marciniak Arbitre vidéo : Paweł Gil |

| 5e match                       | Pays-Bas                                         | 4 - 0                         | Monténégro                                              | | |
| 4 septembre 2021 18h00 (UTC+1) | Depay 38e (pen.) 62e · Wijnaldum 70e · Gakpo 76e | (1 - 0)                       |                                                         | Stade Philips, Eindhoven Spectateurs : 20 458 Arbitrage : Jesús Gil Manzano Arbitre vidéo : Ricardo de Burgos | Stade Philips, Eindhoven Spectateurs : 20 458 Arbitrage : Jesús Gil Manzano Arbitre vidéo : Ricardo de Burgos |
| 4 septembre 2021 18h00 (UTC+1) | Bergwijn 84e                                     | Rapport (FIFA) Rapport (UEFA) | 20e Savić · 37e Lagator · 67e Osmajić · 78e M. Vukčević | Stade Philips, Eindhoven Spectateurs : 20 458 Arbitrage : Jesús Gil Manzano Arbitre vidéo : Ricardo de Burgos | Stade Philips, Eindhoven Spectateurs : 20 458 Arbitrage : Jesús Gil Manzano Arbitre vidéo : Ricardo de Burgos |

| 6e match                       | Pays-Bas                                               | 6 - 1                         | Turquie                                                | | |
| 7 septembre 2021 20h45 (UTC+1) | Klaassen 1re · Depay 16e 38e 54e · Til 80e · Malen 90e | (3 - 0)                       | 90+2e Ünder                                            | Johan Cruyff Arena, Amsterdam Spectateurs : 31 389 Arbitrage : Daniele Orsato Arbitre vidéo : Maurizio Mariani | Johan Cruyff Arena, Amsterdam Spectateurs : 31 389 Arbitrage : Daniele Orsato Arbitre vidéo : Maurizio Mariani |
| 7 septembre 2021 20h45 (UTC+1) | Wijnaldum 31e · van Dijk 78e                           | Rapport (FIFA) Rapport (UEFA) | 15e Kökçü · 29e Yokuşlu · 36e, 44e Söyüncü · 58e Kabak | Johan Cruyff Arena, Amsterdam Spectateurs : 31 389 Arbitrage : Daniele Orsato Arbitre vidéo : Maurizio Mariani | Johan Cruyff Arena, Amsterdam Spectateurs : 31 389 Arbitrage : Daniele Orsato Arbitre vidéo : Maurizio Mariani |

| 7e match                     | Lettonie                      | 0 - 1   | Pays-Bas     |                                                                                                |                                                                                                |
| 8 octobre 2021 21h45 (UTC+3) |                               | (0 - 1) | 19e Klaassen | Stade Daugava, Riga Spectateurs : 4 711 Arbitrage : Andrew Madley Arbitre vidéo : Paul Tierney | Stade Daugava, Riga Spectateurs : 4 711 Arbitrage : Andrew Madley Arbitre vidéo : Paul Tierney |
| 8 octobre 2021 21h45 (UTC+3) | Rapport (FIFA) Rapport (UEFA) |         |              | Stade Daugava, Riga Spectateurs : 4 711 Arbitrage : Andrew Madley Arbitre vidéo : Paul Tierney | Stade Daugava, Riga Spectateurs : 4 711 Arbitrage : Andrew Madley Arbitre vidéo : Paul Tierney |

| 8e match                      | Pays-Bas                                                                      | 6 - 0                         | Gibraltar   | | |
| 11 octobre 2021 20h45 (UTC+2) | van Dijk 9e · Depay 21e 45+3e (pen.) · Dumfries 48e · Danjuma 75e · Malen 86e | (3 - 0)                       |             | Stade Feijenoord, Rotterdam Spectateurs : 31 583 Arbitrage : Vitali Mechkov Arbitre vidéo : Sergueï Ivanov | Stade Feijenoord, Rotterdam Spectateurs : 31 583 Arbitrage : Vitali Mechkov Arbitre vidéo : Sergueï Ivanov |
| 11 octobre 2021 20h45 (UTC+2) |                                                                               | Rapport (FIFA) Rapport (UEFA) | 18e Torilla | Stade Feijenoord, Rotterdam Spectateurs : 31 583 Arbitrage : Vitali Mechkov Arbitre vidéo : Sergueï Ivanov | Stade Feijenoord, Rotterdam Spectateurs : 31 583 Arbitrage : Vitali Mechkov Arbitre vidéo : Sergueï Ivanov |

| 9e match                       | Monténégro                 | 2 - 2                         | Pays-Bas             | | |
| 13 novembre 2021 20h45 (UTC+2) | Vukotić 82e · Vujnović 86e | (0 - 1)                       | 25e (pen.) 54e Depay | Podgorica City Stadium, Podgorica Spectateurs : 1 844 Arbitrage : Carlos del Cerro Grande Arbitre vidéo : José María Sánchez Martínez | Podgorica City Stadium, Podgorica Spectateurs : 1 844 Arbitrage : Carlos del Cerro Grande Arbitre vidéo : José María Sánchez Martínez |
| 13 novembre 2021 20h45 (UTC+2) | Vujnović 68e · Savić 90+1e | Rapport (FIFA) Rapport (UEFA) | 42e Dumfries         | Podgorica City Stadium, Podgorica Spectateurs : 1 844 Arbitrage : Carlos del Cerro Grande Arbitre vidéo : José María Sánchez Martínez | Podgorica City Stadium, Podgorica Spectateurs : 1 844 Arbitrage : Carlos del Cerro Grande Arbitre vidéo : José María Sánchez Martínez |

| 10e match                      | Pays-Bas                   | 2 - 0                         | Norvège                   | | |
| 16 novembre 2021 20h45 (UTC+2) | Bergwijn 84e · Depay 90+1e | (0 - 0)                       |                           | Stade Feijenoord, Rotterdam Spectateurs : 0 Arbitrage : Clément Turpin Arbitre vidéo : François Letexier | Stade Feijenoord, Rotterdam Spectateurs : 0 Arbitrage : Clément Turpin Arbitre vidéo : François Letexier |
| 16 novembre 2021 20h45 (UTC+2) | Dumfries 79e · de Ligt 80e | Rapport (FIFA) Rapport (UEFA) | 39e Thorsby · 43e Sørloth | Stade Feijenoord, Rotterdam Spectateurs : 0 Arbitrage : Clément Turpin Arbitre vidéo : François Letexier | Stade Feijenoord, Rotterdam Spectateurs : 0 Arbitrage : Clément Turpin Arbitre vidéo : François Letexier |

## Préparation

### Matchs de préparation à la Coupe du monde
Liste détaillée des matches des Pays-Bas depuis sa qualification à la Coupe du monde :

#### Match amicaux
| 1er match                | Pays-Bas                                      | 4 - 2   | Danemark                      |                                                           |                                                           |
| 26 mars 2022 20h45 UTC+2 | Bergwijn 16e 71e · Aké 29e · Depay 37e (pen.) | (3 - 1) | 20e Vestergaard · 47e Eriksen | Johan Cruyff Arena, Amsterdam Arbitrage : Lawrence Visser | Johan Cruyff Arena, Amsterdam Arbitrage : Lawrence Visser |
| 26 mars 2022 20h45 UTC+2 |                                               | Rapport | 36e Vestergaard               | Johan Cruyff Arena, Amsterdam Arbitrage : Lawrence Visser | Johan Cruyff Arena, Amsterdam Arbitrage : Lawrence Visser |

| 2e match                 | Pays-Bas                | 1 - 1   | Allemagne                      |                                                                             |                                                                             |
| 29 mars 2022 20h45 UTC+2 | Bergwijn 68e            | (0 - 1) | 45+1e Müller                   | Johan Cruyff Arena, Amsterdam Spectateurs : 50 387 Arbitrage : Craig Pawson | Johan Cruyff Arena, Amsterdam Spectateurs : 50 387 Arbitrage : Craig Pawson |
| 29 mars 2022 20h45 UTC+2 | Depay 29e · de Jong 86e | Rapport | 83e Raum · 89e Antonio Rüdiger | Johan Cruyff Arena, Amsterdam Spectateurs : 50 387 Arbitrage : Craig Pawson | Johan Cruyff Arena, Amsterdam Spectateurs : 50 387 Arbitrage : Craig Pawson |

#### Ligue des Nations
| 1er match               | Belgique        | 1 - 4   | Pays-Bas                                    | | |
| 3 juin 2022 20h45 UTC+2 | Batshuayi 90+3e | (0 - 1) | 40e Bergwijn · 51e 65e Depay · 61e Dumfries | Stade Roi Baudouin, Bruxelles Spectateurs : 38 327 Arbitrage : José María Sánchez Arbitre vidéo : Alejandro Hernández Hernández | Stade Roi Baudouin, Bruxelles Spectateurs : 38 327 Arbitrage : José María Sánchez Arbitre vidéo : Alejandro Hernández Hernández |
| 3 juin 2022 20h45 UTC+2 | Rapport         |         |                                             | Stade Roi Baudouin, Bruxelles Spectateurs : 38 327 Arbitrage : José María Sánchez Arbitre vidéo : Alejandro Hernández Hernández | Stade Roi Baudouin, Bruxelles Spectateurs : 38 327 Arbitrage : José María Sánchez Arbitre vidéo : Alejandro Hernández Hernández |

| 2e match                  | Pays de Galles          | 1 - 2   | Pays-Bas                         | | |
| 8 juin 2022 19h45 (UTC+1) | Norrington-Davies 90+2e | (0 - 0) | 50e Koopmeiners · 90+4e Weghorst | Cardiff City Stadium, Cardiff Spectateurs : 23 395 Arbitrage : Glenn Nyberg Arbitre vidéo : Paweł Raczkowski | Cardiff City Stadium, Cardiff Spectateurs : 23 395 Arbitrage : Glenn Nyberg Arbitre vidéo : Paweł Raczkowski |
| 8 juin 2022 19h45 (UTC+1) | Rapport                 |         |                                  | Cardiff City Stadium, Cardiff Spectateurs : 23 395 Arbitrage : Glenn Nyberg Arbitre vidéo : Paweł Raczkowski | Cardiff City Stadium, Cardiff Spectateurs : 23 395 Arbitrage : Glenn Nyberg Arbitre vidéo : Paweł Raczkowski |

| 3e match                 | Pays-Bas                    | 2 - 2   | Pologne                  | | |
| 11 juin 2022 20h45 UTC+2 | Klaassen 51e · Dumfries 54e | (0 - 1) | 18e Cash · 49e Zieliński | Stade Feijenoord, Rotterdam Spectateurs : 39 382 Arbitrage : Halil Umut Meler Arbitre vidéo : Mete Kalkavan | Stade Feijenoord, Rotterdam Spectateurs : 39 382 Arbitrage : Halil Umut Meler Arbitre vidéo : Mete Kalkavan |
| 11 juin 2022 20h45 UTC+2 | Rapport                     |         |                          | Stade Feijenoord, Rotterdam Spectateurs : 39 382 Arbitrage : Halil Umut Meler Arbitre vidéo : Mete Kalkavan | Stade Feijenoord, Rotterdam Spectateurs : 39 382 Arbitrage : Halil Umut Meler Arbitre vidéo : Mete Kalkavan |

| 4e match                 | Pays-Bas                           | 3 - 2   | Pays de Galles                  | | |
| 14 juin 2022 20h45 UTC+2 | Lang 17e · Gakpo 23e · Depay 90+3e | (2 - 1) | 26e Johnson · 90+2e (pen.) Bale | Stade Feijenoord, Rotterdam Spectateurs : 37 247 Arbitrage : Horațiu Feșnic Arbitre vidéo : Maurizio Mariani | Stade Feijenoord, Rotterdam Spectateurs : 37 247 Arbitrage : Horațiu Feșnic Arbitre vidéo : Maurizio Mariani |
| 14 juin 2022 20h45 UTC+2 | Rapport                            |         |                                 | Stade Feijenoord, Rotterdam Spectateurs : 37 247 Arbitrage : Horațiu Feșnic Arbitre vidéo : Maurizio Mariani | Stade Feijenoord, Rotterdam Spectateurs : 37 247 Arbitrage : Horațiu Feșnic Arbitre vidéo : Maurizio Mariani |

| 5e match                      | Pologne | 0 - 2   | Pays-Bas                 | | |
| 22 septembre 2022 20h45 UTC+2 |         | (0 - 1) | 13e Gakpo · 60e Bergwijn | Stade national de Varsovie, Varsovie Spectateurs : 56 673 Arbitrage : Alejandro Hernández Hernández Arbitre vidéo : Ricardo de Burgos | Stade national de Varsovie, Varsovie Spectateurs : 56 673 Arbitrage : Alejandro Hernández Hernández Arbitre vidéo : Ricardo de Burgos |
| 22 septembre 2022 20h45 UTC+2 | Rapport |         |                          | Stade national de Varsovie, Varsovie Spectateurs : 56 673 Arbitrage : Alejandro Hernández Hernández Arbitre vidéo : Ricardo de Burgos | Stade national de Varsovie, Varsovie Spectateurs : 56 673 Arbitrage : Alejandro Hernández Hernández Arbitre vidéo : Ricardo de Burgos |

| 6e match                      | Pays-Bas     | 1 - 0   | Belgique | | |
| 25 septembre 2022 20h45 UTC+2 | van Dijk 73e | (0 - 0) |          | Johan Cruyff Arena, Amsterdam Spectateurs : 52 314 Arbitrage : Anthony Taylor Arbitre vidéo : Stuart Attwell | Johan Cruyff Arena, Amsterdam Spectateurs : 52 314 Arbitrage : Anthony Taylor Arbitre vidéo : Stuart Attwell |
| 25 septembre 2022 20h45 UTC+2 | Rapport      |         |          | Johan Cruyff Arena, Amsterdam Spectateurs : 52 314 Arbitrage : Anthony Taylor Arbitre vidéo : Stuart Attwell | Johan Cruyff Arena, Amsterdam Spectateurs : 52 314 Arbitrage : Anthony Taylor Arbitre vidéo : Stuart Attwell |

## Effectif
L'effectif des Pays-Bas, est dévoilé le 11 novembre 2022.
| Numéro / Nom       | Numéro / Nom     | Club                | Date de naissance et âge* | J.              | Buts            |                 |                 |                 |
| Gardiens de but    | Gardiens de but  | Gardiens de but     | Gardiens de but           | Gardiens de but | Gardiens de but | Gardiens de but | Gardiens de but | Gardiens de but |
| ------------------ | ---------------- | ------------------- | ------------------------- | --------------- | --------------- | --------------- | --------------- | --------------- |
| 01                 | Remko Pasveer    | Ajax Amsterdam      | 18 novembre 1983 (39 ans) | 0               | 0               | 0               | 0               | 0               |
| 13                 | Justin Bijlow    | Feyenoord Rotterdam | 22 janvier 1998 (24 ans)  | 0               | 0               | 0               | 0               | 0               |
| 23                 | Andries Noppert  | SC Heerenveen       | 7 avril 1994 (28 ans)     | 0               | 0               | 0               | 0               | 0               |
| Défenseurs         |                  |                     |                           |                 |                 |                 |                 |                 |
| 02                 | Jurriën Timber   | Ajax Amsterdam      | 17 juin 2001 (21 ans)     | 0               | 0               | 0               | 0               | 0               |
| 03                 | Matthijs de Ligt | Bayern Munich       | 12 août 1999 (23 ans)     | 0               | 0               | 0               | 0               | 0               |
| 04                 | Virgil van Dijk  | Liverpool FC        | 8 juillet 1991 (31 ans)   | 0               | 0               | 0               | 0               | 0               |
| 05                 | Nathan Aké       | Manchester City     | 18 février 1995 (27 ans)  | 0               | 0               | 0               | 0               | 0               |
| 06                 | Stefan de Vrij   | Inter Milan         | 5 février 1992 (30 ans)   | 0               | 0               | 0               | 0               | 0               |
| 16                 | Tyrell Malacia   | Manchester United   | 17 août 1999 (23 ans)     | 0               | 0               | 0               | 0               | 0               |
| 17                 | Daley Blind      | Ajax Amsterdam      | 9 mars 1990 (32 ans)      | 0               | 0               | 0               | 0               | 0               |
| 22                 | Denzel Dumfries  | Inter Milan         | 18 avril 1996 (26 ans)    | 0               | 0               | 0               | 0               | 0               |
| 26                 | Jeremie Frimpong | Bayer Leverkusen    | 10 décembre 2000 (21 ans) | 0               | 0               | 0               | 0               | 0               |
| Milieux de terrain |                  |                     |                           |                 |                 |                 |                 |                 |
| 11                 | Steven Berghuis  | Ajax Amsterdam      | 19 décembre 1991 (30 ans) | 0               | 0               | 0               | 0               | 0               |
| 14                 | Davy Klaassen    | Ajax Amsterdam      | 21 février 1993 (29 ans)  | 0               | 0               | 0               | 0               | 0               |
| 15                 | Marten de Roon   | Atalanta Bergame    | 29 mars 1991 (31 ans)     | 0               | 0               | 0               | 0               | 0               |
| 20                 | Teun Koopmeiners | Atalanta Bergame    | 28 février 1998 (24 ans)  | 0               | 0               | 0               | 0               | 0               |
| 21                 | Frenkie de Jong  | FC Barcelone        | 12 mai 1997 (25 ans)      | 0               | 0               | 0               | 0               | 0               |
| 24                 | Kenneth Taylor   | Ajax Amsterdam      | 16 mai 2002 (20 ans)      | 0               | 0               | 0               | 0               | 0               |
| 25                 | Xavi Simons      | PSV Eindhoven       | 21 avril 2003 (19 ans)    | 0               | 0               | 0               | 0               | 0               |
| Attaquants         |                  |                     |                           |                 |                 |                 |                 |                 |
| 07                 | Steven Bergwijn  | Ajax Amsterdam      | 8 octobre 1997 (25 ans)   | 0               | 0               | 0               | 0               | 0               |
| 08                 | Cody Gakpo       | PSV Eindhoven       | 7 mai 1999 (23 ans)       | 0               | 0               | 0               | 0               | 0               |
| 09                 | Luuk de Jong     | PSV Eindhoven       | 27 août 1990 (32 ans)     | 0               | 0               | 0               | 0               | 0               |
| 10                 | Memphis Depay    | FC Barcelone        | 13 février 1994 (28 ans)  | 0               | 0               | 0               | 0               | 0               |
| 12                 | Noa Lang         | Club Bruges         | 17 juin 1999 (23 ans)     | 0               | 0               | 0               | 0               | 0               |
| 18                 | Vincent Janssen  | Royal Antwerp       | 15 juin 1994 (28 ans)     | 0               | 0               | 0               | 0               | 0               |
| 19                 | Wout Weghorst    | Beşiktaş JK         | 7 août 1992 (30 ans)      | 0               | 0               | 0               | 0               | 0               |
| Sélectionneur      |                  |                     |                           |                 |                 |                 |                 |                 |
|                    | Louis van Gaal   |                     | 8 août 1951 (71 ans)      |                 |                 |                 |                 |                 |

* NB : Les âges sont calculés au début de la Coupe du monde 2022, le 20 novembre 2022.

## Compétition

### Format et tirage au sort
Le tirage au sort de la Coupe du monde a lieu le vendredi 1er avril 2022 au Centre des expositions à Doha. C’est le classement de mars qui est pris en compte, la sélection se classe 10e du classement FIFA, et est placée dans le chapeau 2.

### Premier tour
|   | Équipe   | Pts | J | G | N | P | Bp | Bc | Diff |
| 1 | Pays-Bas | 7   | 3 | 2 | 1 | 0 | 5  | 1  | +4   |
| 2 | Sénégal  | 6   | 3 | 2 | 0 | 1 | 5  | 4  | +1   |
| 3 | Équateur | 4   | 3 | 1 | 1 | 1 | 4  | 3  | +1   |
| 4 | Qatar    | 0   | 3 | 0 | 0 | 3 | 1  | 7  | -6   |

| 1  | 20 novembre 2022 | Qatar    | 0 - 2 | Équateur |
| 2  | 21 novembre 2022 | Sénégal  | 0 - 2 | Pays-Bas |
| 18 | 25 novembre 2022 | Qatar    | 1 - 3 | Sénégal  |
| 19 | 25 novembre 2022 | Pays-Bas | 1 - 1 | Équateur |
| 35 | 29 novembre 2022 | Équateur | 1 - 2 | Sénégal  |
| 36 | 29 novembre 2022 | Pays-Bas | 2 - 0 | Qatar    |

#### Sénégal - Pays-Bas
| Match 2                                                      | Sénégal | 0 - 2   | Pays-Bas                              | Stade Al-Thumama, Doha                                                    |                                                                           |
| 21 novembre 2022 · 19:00 (UTC+3) · Historique des rencontres |         | (0 - 0) | 84e Gakpo (de Jong ) · 90+9e Klaassen | Spectateurs : 41 721 Arbitrage : Wilton Sampaio Arbitre vidéo : Juan Soto | Spectateurs : 41 721 Arbitrage : Wilton Sampaio Arbitre vidéo : Juan Soto |
| 21 novembre 2022 · 19:00 (UTC+3) · Historique des rencontres | Rapport |         |                                       | Spectateurs : 41 721 Arbitrage : Wilton Sampaio Arbitre vidéo : Juan Soto | Spectateurs : 41 721 Arbitrage : Wilton Sampaio Arbitre vidéo : Juan Soto |

| Sénégal | Pays-Bas |

| SÉNÉGAL :       |    |                   |       |     |
|                 |    |                   |       |     |
| Gardien de but  | 16 | Édouard Mendy     |       |     |
|                 | 22 | Abdou Diallo      |       | 62e |
|                 | 04 | Pape Abou Cissé   |       |     |
|                 | 03 | Kalidou Koulibaly |       |     |
|                 | 21 | Youssouf Sabaly   |       |     |
|                 | 05 | Idrissa Gueye     | 90+6e |     |
|                 | 08 | Cheikhou Kouyaté  |       | 73e |
|                 | 06 | Nampalys Mendy    | 90+4e |     |
|                 | 18 | Ismaïla Sarr      |       |     |
|                 | 09 | Boulaye Dia       |       | 69e |
|                 | 15 | Krépin Diatta     |       | 74e |
| Remplaçants :   |    |                   |       |     |
|                 | 14 | Ismail Jakobs     |       | 62e |
|                 | 20 | Bamba Dieng       |       | 69e |
|                 | 26 | Pape Gueye        |       | 73e |
|                 | 07 | Nicolas Jackson   |       | 74e |
| Sélectionneur : |    |                   |       |     |
| Aliou Cissé     |    |                   |       |     |

| PAYS-BAS :      |    |                  |     |       |
|                 |    |                  |     |       |
| Gardien de but  | 23 | Andries Noppert  |     |       |
|                 | 17 | Daley Blind      |     |       |
|                 | 05 | Nathan Aké       |     |       |
|                 | 04 | Virgil van Dijk  |     |       |
|                 | 03 | Matthijs de Ligt | 56e |       |
|                 | 22 | Denzel Dumfries  |     |       |
|                 | 21 | Frenkie de Jong  |     |       |
|                 | 08 | Cody Gakpo       |     | 90+4e |
|                 | 11 | Steven Berghuis  |     | 79e   |
|                 | 07 | Steven Bergwijn  |     | 79e   |
|                 | 18 | Vincent Janssen  |     | 62e   |
| Remplaçants :   |    |                  |     |       |
|                 | 10 | Memphis Depay    |     | 62e   |
|                 | 14 | Davy Klaassen    |     | 79e   |
|                 | 20 | Teun Koopmeiners |     | 79e   |
|                 | 15 | Marten de Roon   |     | 90+4e |
| Sélectionneur : |    |                  |     |       |
| Louis van Gaal  |    |                  |     |       |

| Assistants : Bruno Boschilia Bruno Pires Quatrième arbitre : Andrés Matonte Assistants arbitre vidéo : Nicolás Gallo Diego Bonfá Mauro Vigliano Homme du Match : Cody Gakpo |

#### Pays-Bas - Équateur
| Match 19                                                     | Pays-Bas             | 1 - 1   | Équateur     | Stade international de Khalifa, Doha                                          |                                                                               |
| 25 novembre 2022 · 19:00 (UTC+3) · Historique des rencontres | ( Klaassen) Gakpo 6e | (1 - 0) | 49e Valencia | Spectateurs : 44 833 Arbitrage : Mustapha Ghorbal Arbitre vidéo : Shaun Evans | Spectateurs : 44 833 Arbitrage : Mustapha Ghorbal Arbitre vidéo : Shaun Evans |
| 25 novembre 2022 · 19:00 (UTC+3) · Historique des rencontres | Rapport              |         |              | Spectateurs : 44 833 Arbitrage : Mustapha Ghorbal Arbitre vidéo : Shaun Evans | Spectateurs : 44 833 Arbitrage : Mustapha Ghorbal Arbitre vidéo : Shaun Evans |

| Pays-Bas | Équateur |

| PAYS-BAS :      |    |                  |  |     |
|                 |    |                  |  |     |
| Gardien de but  | 23 | Andries Noppert  |  |     |
|                 | 17 | Daley Blind      |  |     |
|                 | 05 | Nathan Aké       |  |     |
|                 | 04 | Virgil van Dijk  |  |     |
|                 | 02 | Jurriën Timber   |  |     |
|                 | 22 | Denzel Dumfries  |  |     |
|                 | 14 | Davy Klaassen    |  | 69e |
|                 | 21 | Frenkie de Jong  |  |     |
|                 | 20 | Teun Koopmeiners |  | 79e |
|                 | 08 | Cody Gakpo       |  | 79e |
|                 | 07 | Steven Bergwijn  |  | 46e |
| Remplaçants :   |    |                  |  |     |
|                 | 10 | Memphis Depay    |  | 46e |
|                 | 11 | Steven Berghuis  |  | 69e |
|                 | 19 | Wout Weghorst    |  | 79e |
|                 | 15 | Marten de Roon   |  | 79e |
| Sélectionneur : |    |                  |  |     |
| Louis van Gaal  |    |                  |  |     |

| ÉQUATEUR :      |    |                  |     |     |
|                 |    |                  |     |     |
| Gardien de but  | 01 | Hernán Galíndez  |     |     |
|                 | 07 | Pervis Estupiñán |     |     |
|                 | 03 | Piero Hincapié   |     |     |
|                 | 02 | Félix Torres     |     |     |
|                 | 25 | Jackson Porozo   |     |     |
|                 | 17 | Ángelo Preciado  |     |     |
|                 | 11 | Michael Estrada  |     | 74e |
|                 | 23 | Moisés Caicedo   |     |     |
|                 | 20 | Jhegson Méndez   | 57e |     |
|                 | 19 | Gonzalo Plata    |     | 90e |
|                 | 13 | Enner Valencia   |     | 90e |
| Remplaçants :   |    |                  |     |     |
|                 | 16 | Jeremy Sarmiento |     | 74e |
|                 | 10 | Romario Ibarra   |     | 90e |
|                 | 26 | Kevin Rodríguez  |     | 90e |
| Sélectionneur : |    |                  |     |     |
| Gustavo Alfaro  |    |                  |     |     |

| Assistants : Mokrane Gourari Abdelhak Etchiali Quatrième arbitre : Saíd Martínez Assistants arbitre vidéo : Rédouane Jiyed Ashley Beecham Muhammad Taqi Homme du Match : Frenkie de Jong |

#### Pays-Bas - Qatar
| Match 36                                                     | Pays-Bas                            | 2 - 0   | Qatar | Stade Al-Bayt, Al-Khor                                                         |                                                                                |
| 29 novembre 2022 · 18:00 (UTC+3) · Historique des rencontres | ( Klaassen) Gakpo 26e · de Jong 49e | (1 - 0) |       | Spectateurs : 66 784 Arbitrage : Bakary Gassama Arbitre vidéo : Rédouane Jiyed | Spectateurs : 66 784 Arbitrage : Bakary Gassama Arbitre vidéo : Rédouane Jiyed |
| 29 novembre 2022 · 18:00 (UTC+3) · Historique des rencontres | Rapport                             |         |       | Spectateurs : 66 784 Arbitrage : Bakary Gassama Arbitre vidéo : Rédouane Jiyed | Spectateurs : 66 784 Arbitrage : Bakary Gassama Arbitre vidéo : Rédouane Jiyed |

| Pays-Bas | Qatar |

| PAYS-BAS :      |    |                  |     |     |
|                 |    |                  |     |     |
| Gardien de but  | 23 | Andries Noppert  |     |     |
|                 | 05 | Nathan Aké       | 52e |     |
|                 | 04 | Virgil van Dijk  |     |     |
|                 | 02 | Jurriën Timber   |     |     |
|                 | 17 | Daley Blind      |     |     |
|                 | 21 | Frenkie de Jong  |     | 86e |
|                 | 15 | Marten de Roon   |     | 82e |
|                 | 22 | Denzel Dumfries  |     |     |
|                 | 14 | Davy Klaassen    |     | 66e |
|                 | 10 | Memphis Depay    |     | 66e |
|                 | 08 | Cody Gakpo       |     | 82e |
| Remplaçants :   |    |                  |     |     |
|                 | 11 | Steven Berghuis  |     | 66e |
|                 | 18 | Vincent Janssen  |     | 66e |
|                 | 19 | Wout Weghorst    |     | 82e |
|                 | 20 | Teun Koopmeiners |     | 82e |
|                 | 24 | Kenneth Taylor   |     | 86e |
| Sélectionneur : |    |                  |     |     |
| Louis van Gaal  |    |                  |     |     |

| QATAR :           |    |                   |  |     |
|                   |    |                   |  |     |
| Gardien de but    | 22 | Meshaal Barsham   |  |     |
|                   | 14 | Homam Ahmed       |  |     |
|                   | 03 | Abdelkarim Hassan |  |     |
|                   | 16 | Boualem Khoukhi   |  |     |
|                   | 02 | Ró-Ró             |  |     |
|                   | 17 | Ismaeel Mohammad  |  | 85e |
|                   | 10 | Hassan Al Haydos  |  | 64e |
|                   | 23 | Assim Madibo      |  | 64e |
|                   | 06 | Abdulaziz Hatem   |  | 85e |
|                   | 11 | Akram Afif        |  |     |
|                   | 19 | Almoez Ali        |  | 64e |
| Remplaçants :     |    |                   |  |     |
|                   | 08 | Ali Assadalla     |  | 64e |
|                   | 12 | Karim Boudiaf     |  | 64e |
|                   | 09 | Mohammed Muntari  |  | 64e |
|                   | 13 | Musab Kheder      |  | 85e |
|                   | 07 | Ahmed Alaaeldin   |  | 85e |
| Sélectionneur :   |    |                   |  |     |
| Félix Sánchez Bas |    |                   |  |     |

| Assistants : Elvis Noupue Mahmoud Abouelregal Quatrième arbitre : Ma Ning Assistants arbitre vidéo : Adil Zourak Mokrane Gourari Julio Bascuñán Homme du Match : Davy Klaassen |

### Huitième de finale

#### Pays-Bas - États-Unis
| Match 49                      | Pays-Bas                                                                  | 3 - 1   | États-Unis            | Stade international de Khalifa, Doha                                          |                                                                               |
| 3 décembre 2022 18h00 (UTC+3) | ( Dumfries) Memphis 10e · ( Dumfries) Blind 45+1e · ( Blind) Dumfries 81e | (2 - 0) | 76e Wright (Pulisic ) | Spectateurs : 44 846 Arbitrage : Wilton Sampaio Arbitre vidéo : Nicolás Gallo | Spectateurs : 44 846 Arbitrage : Wilton Sampaio Arbitre vidéo : Nicolás Gallo |
| 3 décembre 2022 18h00 (UTC+3) | Rapport                                                                   |         |                       | Spectateurs : 44 846 Arbitrage : Wilton Sampaio Arbitre vidéo : Nicolás Gallo | Spectateurs : 44 846 Arbitrage : Wilton Sampaio Arbitre vidéo : Nicolás Gallo |

| Pays-Bas | États-Unis |

| PAYS-BAS :      |    |                  |     |       |
|                 |    |                  |     |       |
| Gardien de but  | 23 | Andries Noppert  |     |       |
|                 | 05 | Nathan Aké       |     | 90+3e |
|                 | 04 | Virgil van Dijk  |     |       |
|                 | 02 | Jurriën Timber   |     |       |
|                 | 17 | Daley Blind      |     |       |
|                 | 21 | Frenkie de Jong  | 87e |       |
|                 | 15 | Marten de Roon   |     | 46e   |
|                 | 22 | Denzel Dumfries  |     |       |
|                 | 14 | Davy Klaassen    |     | 46e   |
|                 | 10 | Memphis Depay    |     | 83e   |
|                 | 08 | Cody Gakpo       |     | 90+3e |
| Remplaçants :   |    |                  |     |       |
|                 | 20 | Teun Koopmeiners | 60e | 46e   |
|                 | 07 | Steven Bergwijn  |     | 46e   |
|                 | 25 | Xavi Simons      |     | 83e   |
|                 | 03 | Matthijs de Ligt |     | 90+3e |
|                 | 19 | Wout Weghorst    |     | 90+3e |
| Sélectionneur : |    |                  |     |       |
| Louis van Gaal  |    |                  |     |       |

| ÉTATS-UNIS :    |    |                   |  |           |
|                 |    |                   |  |           |
| Gardien de but  | 01 | Matt Turner       |  |           |
|                 | 05 | Antonee Robinson  |  | 90+2e     |
|                 | 13 | Tim Ream          |  |           |
|                 | 03 | Walker Zimmerman  |  |           |
|                 | 02 | Sergiño Dest      |  | 75e       |
|                 | 04 | Tyler Adams       |  | Capitaine |
|                 | 06 | Yunus Musah       |  |           |
|                 | 08 | Weston McKennie   |  | 67e       |
|                 | 10 | Christian Pulisic |  |           |
|                 | 09 | Jesús Ferreira    |  | 46e       |
|                 | 21 | Timothy Weah      |  | 67e       |
| Remplaçants :   |    |                   |  |           |
|                 | 07 | Giovanni Reyna    |  | 46e       |
|                 | 11 | Brenden Aaronson  |  | 67e       |
|                 | 19 | Haji Wright       |  | 67e       |
|                 | 22 | DeAndre Yedlin    |  | 75e       |
|                 | 16 | Jordan Morris     |  | 90+2e     |
| Sélectionneur : |    |                   |  |           |
| Gregg Berhalter |    |                   |  |           |

| Assistants : Bruno Boschilia Bruno Pires Quatrième arbitre : Andrés Matonte Assistants arbitre vidéo : Juan Soto Ashley Beecham Mauro Vigliano Homme du Match : Denzel Dumfries |

### Quart de finale

#### Pays-Bas - Argentine
| Match 58                      | Pays-Bas                                                  | 2 - 2 a. p.           | Argentine                                            | Stade de Lusail, Lusail                                                                  |                                                                                          |
| 9 décembre 2022 22h00 (UTC+3) | ( Berghuis) Weghorst 83e · ( Koopmeiners) Weghorst 90+11e | (0 - 1, 2 - 2, 2 - 2) | 35e Molina (Messi ) · 73e (pen.) Messi               | Spectateurs : 88 235 Arbitrage : Antonio Mateu Lahoz Arbitre vidéo : Alejandro Hernández | Spectateurs : 88 235 Arbitrage : Antonio Mateu Lahoz Arbitre vidéo : Alejandro Hernández |
| 9 décembre 2022 22h00 (UTC+3) | Rapport                                                   |                       |                                                      | Spectateurs : 88 235 Arbitrage : Antonio Mateu Lahoz Arbitre vidéo : Alejandro Hernández | Spectateurs : 88 235 Arbitrage : Antonio Mateu Lahoz Arbitre vidéo : Alejandro Hernández |
| 9 décembre 2022 22h00 (UTC+3) | van Dijk · Berghuis · Koopmeiners · Weghorst · L. de Jong | Tirs au but 3 - 4     | Messi · Paredes · Montiel · Fernández · La. Martínez | Spectateurs : 88 235 Arbitrage : Antonio Mateu Lahoz Arbitre vidéo : Alejandro Hernández | Spectateurs : 88 235 Arbitrage : Antonio Mateu Lahoz Arbitre vidéo : Alejandro Hernández |

| Pays-Bas | Argentine |

| PAYS-BAS :      |    |                  |                |      |
|                 |    |                  |                |      |
| Gardien de but  | 23 | Andries Noppert  |                |      |
|                 | 05 | Nathan Aké       |                |      |
|                 | 04 | Virgil van Dijk  | 90e            |      |
|                 | 02 | Jurriën Timber   | 43e            |      |
|                 | 17 | Daley Blind      |                | 64e  |
|                 | 21 | Frenkie de Jong  |                |      |
|                 | 15 | Marten de Roon   |                | 46e  |
|                 | 22 | Denzel Dumfries  | 120+8e, 120+9e |      |
|                 | 10 | Memphis Depay    | 76e            | 78e  |
|                 | 07 | Steven Bergwijn  | 91e            | 46e  |
|                 | 08 | Cody Gakpo       |                | 113e |
| Remplaçants :   |    |                  |                |      |
|                 | 11 | Steven Berghuis  | 88e            | 46e  |
|                 | 20 | Teun Koopmeiners |                | 46e  |
|                 | 09 | Luuk de Jong     |                | 64e  |
|                 | 19 | Wout Weghorst    | 45+2e          | 78e  |
|                 | 12 | Noa Lang         | 120+9e         | 113e |
| Sélectionneur : |    |                  |                |      |
| Louis van Gaal  |    |                  |                |      |

| ARGENTINE :        |    |                     |        |      |
|                    |    |                     |        |      |
| Gardien de but     | 23 | Emiliano Martínez   |        |      |
|                    | 25 | Lisandro Martínez   | 76e    | 112e |
|                    | 19 | Nicolás Otamendi    | 90+12e |      |
|                    | 13 | Cristian Romero     | 45e    | 78e  |
|                    | 08 | Marcos Acuña        | 43e    | 78e  |
|                    | 20 | Alexis Mac Allister |        |      |
|                    | 24 | Enzo Fernández      |        |      |
|                    | 07 | Rodrigo De Paul     |        | 67e  |
|                    | 26 | Nahuel Molina       |        | 106e |
|                    | 09 | Julián Álvarez      |        | 82e  |
|                    | 10 | Lionel Messi        | 90+10e |      |
| Remplaçants :      |    |                     |        |      |
|                    | 05 | Leandro Paredes     | 89e    | 67e  |
|                    | 03 | Nicolás Tagliafico  |        | 78e  |
|                    | 06 | Germán Pezzella     | 112e   | 78e  |
|                    | 22 | Lautaro Martínez    |        | 82e  |
|                    | 04 | Gonzalo Montiel     | 109e   | 106e |
|                    | 11 | Ángel Di María      |        | 112e |
| Sélectionneur :    |    |                     |        |      |
| Lionel Scaloni 90e |    |                     |        |      |

| Assistants : Pau Cebrián Devís Roberto Díaz Pérez del Palomar Quatrième arbitre : Victor Gomes Assistants arbitre vidéo : Drew Fischer Alessandro Giallatini Julio Bascuñán Homme du Match : Lionel Messi |

## Statistiques

### Temps de jeu
| Joueur           | |    |    |    |    | TT  | But inscrit | Passe décisive | MJ | MT | Légende |
| ---------------- | --- | -- | -- | -- | -- | --- | ----------- | -------------- | -- | -- | ------- |
| Gardiens         | Abréviations et symboles - TT : Total de minutes jouées - MJ : Nombre de matchs joués - MT : Matchs joués en tant que titulaire - : But - : Passe décisive - : Joueur entré - : Joueur remplacé - : Capitaine - : Carton jaune - : Carton rouge |    |    |    |    |     |             |                |    |    |         |
| Justin Bijlow    | Abréviations et symboles - TT : Total de minutes jouées - MJ : Nombre de matchs joués - MT : Matchs joués en tant que titulaire - : But - : Passe décisive - : Joueur entré - : Joueur remplacé - : Capitaine - : Carton jaune - : Carton rouge | -  | -  | -  | -  | -   | -           | -              | -  | -  | -       |
| Andries Noppert  | Abréviations et symboles - TT : Total de minutes jouées - MJ : Nombre de matchs joués - MT : Matchs joués en tant que titulaire - : But - : Passe décisive - : Joueur entré - : Joueur remplacé - : Capitaine - : Carton jaune - : Carton rouge | 90 | 90 | 90 | 90 | 120 | 480         | -              | -  | 5  | 5       |
| Remko Pasveer    | Abréviations et symboles - TT : Total de minutes jouées - MJ : Nombre de matchs joués - MT : Matchs joués en tant que titulaire - : But - : Passe décisive - : Joueur entré - : Joueur remplacé - : Capitaine - : Carton jaune - : Carton rouge | -  | -  | -  | -  | -   | -           | -              | -  | -  | -       |
| Défenseurs       | Abréviations et symboles - TT : Total de minutes jouées - MJ : Nombre de matchs joués - MT : Matchs joués en tant que titulaire - : But - : Passe décisive - : Joueur entré - : Joueur remplacé - : Capitaine - : Carton jaune - : Carton rouge |    |    |    |    |     |             |                |    |    |         |
| Nathan Aké       | Abréviations et symboles - TT : Total de minutes jouées - MJ : Nombre de matchs joués - MT : Matchs joués en tant que titulaire - : But - : Passe décisive - : Joueur entré - : Joueur remplacé - : Capitaine - : Carton jaune - : Carton rouge | 90 | 90 | 90 | 90 | 120 | 480         | -              | -  | 5  | 5       |
| Daley Blind      | Abréviations et symboles - TT : Total de minutes jouées - MJ : Nombre de matchs joués - MT : Matchs joués en tant que titulaire - : But - : Passe décisive - : Joueur entré - : Joueur remplacé - : Capitaine - : Carton jaune - : Carton rouge | 90 | 90 | -  | 90 | 64  | 334         | 1              | 1  | 4  | 4       |
| Denzel Dumfries  | Abréviations et symboles - TT : Total de minutes jouées - MJ : Nombre de matchs joués - MT : Matchs joués en tant que titulaire - : But - : Passe décisive - : Joueur entré - : Joueur remplacé - : Capitaine - : Carton jaune - : Carton rouge | 90 | 90 | 90 | 90 | 120 | 480         | 1              | 2  | 5  | 5       |
| Matthijs de Ligt | Abréviations et symboles - TT : Total de minutes jouées - MJ : Nombre de matchs joués - MT : Matchs joués en tant que titulaire - : But - : Passe décisive - : Joueur entré - : Joueur remplacé - : Capitaine - : Carton jaune - : Carton rouge | 90 | -  | 90 | 0  | -   | 180         | -              | -  | 3  | 2       |
| Stefan de Vrij   | Abréviations et symboles - TT : Total de minutes jouées - MJ : Nombre de matchs joués - MT : Matchs joués en tant que titulaire - : But - : Passe décisive - : Joueur entré - : Joueur remplacé - : Capitaine - : Carton jaune - : Carton rouge | -  | -  | -  | -  | -   | -           | -              | -  | -  | -       |
| Jeremie Frimpong | Abréviations et symboles - TT : Total de minutes jouées - MJ : Nombre de matchs joués - MT : Matchs joués en tant que titulaire - : But - : Passe décisive - : Joueur entré - : Joueur remplacé - : Capitaine - : Carton jaune - : Carton rouge | -  | -  | -  | -  | -   | -           | -              | -  | -  | -       |
| Tyrell Malacia   | Abréviations et symboles - TT : Total de minutes jouées - MJ : Nombre de matchs joués - MT : Matchs joués en tant que titulaire - : But - : Passe décisive - : Joueur entré - : Joueur remplacé - : Capitaine - : Carton jaune - : Carton rouge | -  | -  | -  | -  | -   | -           | -              | -  | -  | -       |
| Jurriën Timber   | Abréviations et symboles - TT : Total de minutes jouées - MJ : Nombre de matchs joués - MT : Matchs joués en tant que titulaire - : But - : Passe décisive - : Joueur entré - : Joueur remplacé - : Capitaine - : Carton jaune - : Carton rouge | -  | 90 | 90 | 90 | 120 | 390         | -              | -  | 4  | 4       |
| Virgil van Dijk  | Abréviations et symboles - TT : Total de minutes jouées - MJ : Nombre de matchs joués - MT : Matchs joués en tant que titulaire - : But - : Passe décisive - : Joueur entré - : Joueur remplacé - : Capitaine - : Carton jaune - : Carton rouge | 90 | 90 | 90 | 90 | 120 | 480         | -              | -  | 5  | 5       |
| Milieux          | Abréviations et symboles - TT : Total de minutes jouées - MJ : Nombre de matchs joués - MT : Matchs joués en tant que titulaire - : But - : Passe décisive - : Joueur entré - : Joueur remplacé - : Capitaine - : Carton jaune - : Carton rouge |    |    |    |    |     |             |                |    |    |         |
| Steven Berghuis  | Abréviations et symboles - TT : Total de minutes jouées - MJ : Nombre de matchs joués - MT : Matchs joués en tant que titulaire - : But - : Passe décisive - : Joueur entré - : Joueur remplacé - : Capitaine - : Carton jaune - : Carton rouge | 79 | 21 | 24 | -  | 74  | 198         | -              | 1  | 4  | 1       |
| Frenkie de Jong  | Abréviations et symboles - TT : Total de minutes jouées - MJ : Nombre de matchs joués - MT : Matchs joués en tant que titulaire - : But - : Passe décisive - : Joueur entré - : Joueur remplacé - : Capitaine - : Carton jaune - : Carton rouge | 90 | 90 | 86 | 90 | 120 | 476         | 1              | 1  | 5  | 5       |
| Marten de Roon   | Abréviations et symboles - TT : Total de minutes jouées - MJ : Nombre de matchs joués - MT : Matchs joués en tant que titulaire - : But - : Passe décisive - : Joueur entré - : Joueur remplacé - : Capitaine - : Carton jaune - : Carton rouge | 0  | 11 | 82 | 46 | 46  | 185         | -              | -  | 5  | 3       |
| Cody Gakpo       | Abréviations et symboles - TT : Total de minutes jouées - MJ : Nombre de matchs joués - MT : Matchs joués en tant que titulaire - : But - : Passe décisive - : Joueur entré - : Joueur remplacé - : Capitaine - : Carton jaune - : Carton rouge | 90 | 79 | 82 | 90 | 113 | 454         | 3              | -  | 5  | 5       |
| Davy Klaassen    | Abréviations et symboles - TT : Total de minutes jouées - MJ : Nombre de matchs joués - MT : Matchs joués en tant que titulaire - : But - : Passe décisive - : Joueur entré - : Joueur remplacé - : Capitaine - : Carton jaune - : Carton rouge | 21 | 69 | 66 | 46 | -   | 202         | 1              | 2  | 4  | 3       |
| Teun Koopmeiners | Abréviations et symboles - TT : Total de minutes jouées - MJ : Nombre de matchs joués - MT : Matchs joués en tant que titulaire - : But - : Passe décisive - : Joueur entré - : Joueur remplacé - : Capitaine - : Carton jaune - : Carton rouge | 21 | 79 | 8  | 44 | 74  | 226         | -              | 1  | 5  | 1       |
| Xavi Simons      | Abréviations et symboles - TT : Total de minutes jouées - MJ : Nombre de matchs joués - MT : Matchs joués en tant que titulaire - : But - : Passe décisive - : Joueur entré - : Joueur remplacé - : Capitaine - : Carton jaune - : Carton rouge | -  | -  | -  | 7  | -   | 7           | -              | -  | 1  | 0       |
| Kenneth Taylor   | Abréviations et symboles - TT : Total de minutes jouées - MJ : Nombre de matchs joués - MT : Matchs joués en tant que titulaire - : But - : Passe décisive - : Joueur entré - : Joueur remplacé - : Capitaine - : Carton jaune - : Carton rouge | -  | -  | 4  | -  | -   | 4           | -              | -  | 1  | 0       |
| Attaquants       | Abréviations et symboles - TT : Total de minutes jouées - MJ : Nombre de matchs joués - MT : Matchs joués en tant que titulaire - : But - : Passe décisive - : Joueur entré - : Joueur remplacé - : Capitaine - : Carton jaune - : Carton rouge |    |    |    |    |     |             |                |    |    |         |
| Steven Bergwijn  | Abréviations et symboles - TT : Total de minutes jouées - MJ : Nombre de matchs joués - MT : Matchs joués en tant que titulaire - : But - : Passe décisive - : Joueur entré - : Joueur remplacé - : Capitaine - : Carton jaune - : Carton rouge | 79 | 46 | -  | 44 | 46  | 215         | -              | -  | 4  | 3       |
| Memphis Depay    | Abréviations et symboles - TT : Total de minutes jouées - MJ : Nombre de matchs joués - MT : Matchs joués en tant que titulaire - : But - : Passe décisive - : Joueur entré - : Joueur remplacé - : Capitaine - : Carton jaune - : Carton rouge | 28 | 44 | 66 | 83 | 78  | 299         | 1              | -  | 5  | 3       |
| Vincent Janssen  | Abréviations et symboles - TT : Total de minutes jouées - MJ : Nombre de matchs joués - MT : Matchs joués en tant que titulaire - : But - : Passe décisive - : Joueur entré - : Joueur remplacé - : Capitaine - : Carton jaune - : Carton rouge | 62 | -  | 24 | -  | -   | 86          | -              | -  | 2  | 1       |
| Luuk de Jong     | Abréviations et symboles - TT : Total de minutes jouées - MJ : Nombre de matchs joués - MT : Matchs joués en tant que titulaire - : But - : Passe décisive - : Joueur entré - : Joueur remplacé - : Capitaine - : Carton jaune - : Carton rouge | -  | -  | -  | -  | 56  | 56          | -              | -  | 1  | 0       |
| Noa Lang         | Abréviations et symboles - TT : Total de minutes jouées - MJ : Nombre de matchs joués - MT : Matchs joués en tant que titulaire - : But - : Passe décisive - : Joueur entré - : Joueur remplacé - : Capitaine - : Carton jaune - : Carton rouge | -  | -  | -  | -  | 7   | 7           | -              | -  | 1  | 1       |
| Wout Weghorst    | Abréviations et symboles - TT : Total de minutes jouées - MJ : Nombre de matchs joués - MT : Matchs joués en tant que titulaire - : But - : Passe décisive - : Joueur entré - : Joueur remplacé - : Capitaine - : Carton jaune - : Carton rouge | -  | 11 | 8  | 0  | 42  | 61          | 2              | -  | 4  | 0       |
| Total            | Abréviations et symboles - TT : Total de minutes jouées - MJ : Nombre de matchs joués - MT : Matchs joués en tant que titulaire - : But - : Passe décisive - : Joueur entré - : Joueur remplacé - : Capitaine - : Carton jaune - : Carton rouge |    |    |    |    |     |             |                |    |    |         |
| Pays-Bas         | Abréviations et symboles - TT : Total de minutes jouées - MJ : Nombre de matchs joués - MT : Matchs joués en tant que titulaire - : But - : Passe décisive - : Joueur entré - : Joueur remplacé - : Capitaine - : Carton jaune - : Carton rouge | 90 | 90 | 90 | 90 | 120 | 480         | 10             | 8  | 5  |         |

| Buts | Joueurs         | Adversaires              |
| ---- | --------------- | ------------------------ |
| 3    | Cody Gakpo      | Sénégal, Équateur, Qatar |
| 2    | Wout Weghorst   | Argentine (2)            |
| 1    | Daley Blind     | États-Unis               |
| 1    | Frenkie de Jong | Qatar                    |
| 1    | Memphis Depay   | États-Unis               |
| 1    | Denzel Dumfries | États-Unis               |
| 1    | Davy Klaassen   | Sénégal                  |

| Passes | Joueurs          | Adversaires     |
| ------ | ---------------- | --------------- |
| 2      | Denzel Dumfries  | États-Unis (2)  |
| 2      | Davy Klaassen    | Équateur, Qatar |
| 1      | Daley Blind      | États-Unis      |
| 1      | Frenkie de Jong  | Sénégal         |
| 1      | Teun Koopmeiners | Argentine       |
| 1      | Steven Berghuis  | Argentine       |